# Variación secular geomagnética
La variación secular geomagnética se refiere a cambios en el campo magnético de la Tierra en escalas de tiempo de aproximadamente un año o más. Estos cambios reflejan principalmente cambios en el interior de la Tierra, mientras que los cambios más rápidos se originan principalmente en la ionosfera o magnetosfera.
El campo geomagnético cambia en escalas de tiempo de milisegundos a millones de años. Las escalas de tiempo más cortas surgen principalmente de las corrientes en la ionosfera y la magnetosfera, y algunos cambios pueden atribuirse a tormentas geomagnéticas o variaciones diarias en las corrientes. Los cambios en escalas de tiempo de un año o más reflejan principalmente cambios en el interior de la Tierra, particularmente el núcleo rico en hierro. Estos cambios se conocen como variación secular.

## Cambios recientes

Contornos de declinación estimados por año, de 1590 a 1990.

Fuerza del componente dipolo axial del campo magnético de la Tierra de 1600 a 2020, según tres modelos.

La variación secular se puede observar en las mediciones en los observatorios magnéticos, algunos de los cuales han estado operando durante cientos de años (el Observatorio Kew, por ejemplo). En tal escala de tiempo, se observa que la declinación magnética varía en decenas de grados. Una película a la derecha muestra cómo han cambiado las declinaciones globales en los últimos siglos.
Para analizar los patrones globales de cambio en el campo geomagnético, los geofísicos ajustan los datos del campo a una expansión armónica esférica (ver Campo de referencia geomagnético internacional). Los términos de esta expansión se pueden dividir en una parte dipolar, como el campo alrededor de una barra magnética, y una parte no polar. La parte dipolar domina el campo geomagnético y determina la dirección de los polos geomagnéticos. La dirección y la intensidad del dipolo cambian con el tiempo. Durante los dos últimos siglos, la fuerza del dipolo ha ido disminuyendo a un ritmo de aproximadamente un 6,3% por siglo. A esta tasa de disminución, el campo llegaría a cero en unos 1600 años. Sin embargo, esta fuerza es aproximadamente la media de los últimos 7 mil años, y la tasa actual de cambio no es inusual.
Una característica destacada en la parte no dipolar de la variación secular es una deriva hacia el oeste a una tasa de aproximadamente 0,2 grados por año. Esta deriva no es la misma en todas partes y ha variado a lo largo del tiempo. La deriva global promediada ha sido hacia el oeste desde aproximadamente 1400 d. C., pero hacia el este entre aproximadamente 1000 d. C. y 1400 d. C.

## Variación secular paleomagnética
Los cambios que preceden a los observatorios magnéticos se registran en materiales arqueológicos y geológicos. Estos cambios se conocen como variación secular paleomagnética o variación paleosecular (PSV). Los registros generalmente incluyen largos períodos de pequeños cambios con grandes cambios ocasionales que reflejan excursiones geomagnéticas y reversiones geomagnéticas.